# Двејл (Кентаки)
Двејл (енгл. Dwale) насељено је место без административног статуса у америчкој савезној држави Кентаки.

## Демографија
По попису из 2010. године број становника је 329.
| Група             | 2000.    | 2010.       |
| Белци             | 0 (0,0%) | 312 (94,8%) |
| Афроамериканци    | 0 (0,0%) | 2 (0,6%)    |
| Азијати           | 0 (0,0%) | 9 (2,7%)    |
| Хиспаноамериканци | 0 (0,0%) | 1 (0,3%)    |
| Укупно            | 0        | 329         |